# ستيف جونز (لاعب كرة قدم أمريكية)
ستيف جونز (بالإنجليزية: Steve Jones)‏ هو لاعب كرة قدم أمريكية أمريكي، ولد في 6 مارس 1951 في سانفورد في الولايات المتحدة.

## وصلات خارجية
- ستيف جونز على موقع مرجع كرة القدم المحترفة.كوم (الإنجليزية)
- ستيف جونز على موقع قاعة كارولاينا الشمالية للمشاهير الرياضية (الإنجليزية)